# رياضيات محوسبة

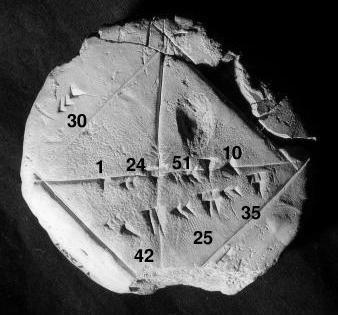

الرياضيات الحاسوبية (بالإنجليزية: Computational mathematics)‏ وتتضمن البحث الرياضي في مجالات العلوم حيث تلعب الحوسبة دورًا مركزيًا أساسيًا، مع التركيز على الخوارزميات والطرق العددية والحسابات الرمزية.
الحساب في البحوث بارز.
برزت الرياضيات الحسابية جزء متميزا من الرياضيات التطبيقية في أوائل الخمسينات. في الوقت الحالي، يمكن أن تشير الرياضيات الحسابية إلى:
- العلوم الحسابية، المعروف أيضا باسم الحساب العلمي أو الهندسة الحاسوبية.
- حل المشكلات الرياضية عن طريق المحاكاة بالحاسوب مقارنة بالطرق التحليلية للرياضيات التطبيقية.
- الطرق العددية المستخدمة في الحساب العلمي، على سبيل المثال الجبر الخطي العددي والحل العددي للمعادلات التفاضلية الجزئية.
- الطرق العشوائية،[2] مثل طرق مونت كارلو والتمثيلات الأخرى لعدم اليقين في الحساب العلمي، على سبيل المثال العناصر المحدودة العشوائية.
- الرياضيات من حساب العلمي،[3] الجانب النظري تنطوي على البراهين الرياضية،[4] ولا سيما التحليل العددي، نظرية الطرق العددية (ولكن نظرية الحساب وتعقيد الخوارزميات تنتمي إلى علم الحاسوب النظري.
- حساب رمزي وأنظمة الجبر الحاسوبية.
- البحث بمساعدة الحاسوب في مختلف مجالات الرياضيات، مثل المنطق (نظرية الإثبات الآلي )، الرياضيات المنفصلة (بحث عن الهياكل الرياضية مثل المجموعات)، نظرية الأعداد ( اختبار أولية عدد ما والتعميل)، التشفير، والحسابية طوبولوجيا جبرية.
- اللسانيات الحاسوبية، واستخدام التقنيات الرياضية والحاسوب في اللغات الطبيعية.
- الهندسة الحسابية الجبرية.
- نظرية المجموعة الحسابية.
- الهندسة الحسابية.
- نظرية عدد الحسابية.
- طبولوجيا حسابية.
- إحصائيات حسابية.
- نظرية المعلومات الخوارزمية.
- نظرية اللعبة الخوارزمية.
- استخدام الرياضيات في الاقتصاد والتمويل وإلى نطاقات معينة من المحاسبة، أي استخدام التفاضل والتكامل والرياضيات المالية لحل مشكلات الحياة الحقيقية.